# Irohahime
Irohahime (五郎八姫) (2 août 1594-4 juin 1661) est une aristocrate japonaise de l'époque Sengoku et de l'époque d'Edo. Son nom bouddhiste est Tenrin'in (天麟院). Elle est la fille aînée de Date Masamune et Megohime, et l’épouse de Matsudaira Tadateru, le sixième fils de Tokugawa Ieyasu.

## Biographie
Irohahime est née à Jūrakudai. Elle est la fille aînée de Date Masamune et Megohime, et la première enfant légitime de Masamune. Comme celui-ci espérait un fils, il avait choisi personnellement un nom masculin. Après la naissance de l'enfant, l’écriture du nom est conservée, mais sa prononciation est plus féminine.
Après avoir vécu dans plusieurs endroits (Jurakudai, Fushimi, Osaka), Irohahime est fiancée au sixième fils de Tokugawa Ieyasu, Matsudaira Tadateru, le 20 janvier 1599, dans le cadre de la stratégie d'Ieyasu de renforcement des relations avec les puissants daimyo. En 1603, elle déménage de Fushimi à Edo, et le 24 décembre 1606, elle épouse Tadateru. Bien que les deux conjoints s'entendent bien, ils n'ont pas d'enfants. En 1616, elle a divorcé de Tadateru lorsqu'il a été démis de ses fonctions et elle est partie vivre chez son père, Masamune, à Sendai.
Comme elle vit dans le Nishikan (l'annexe ouest) du château principal à cette période, elle s'appelle aussi Dame Nishikan (西館殿). Elle décède le 4 juin 1661, à l'âge de 68 ans. Sa tombe se trouve dans le temple Tenrin-in à Matsushima au Zuigan-ji.

## Légendes

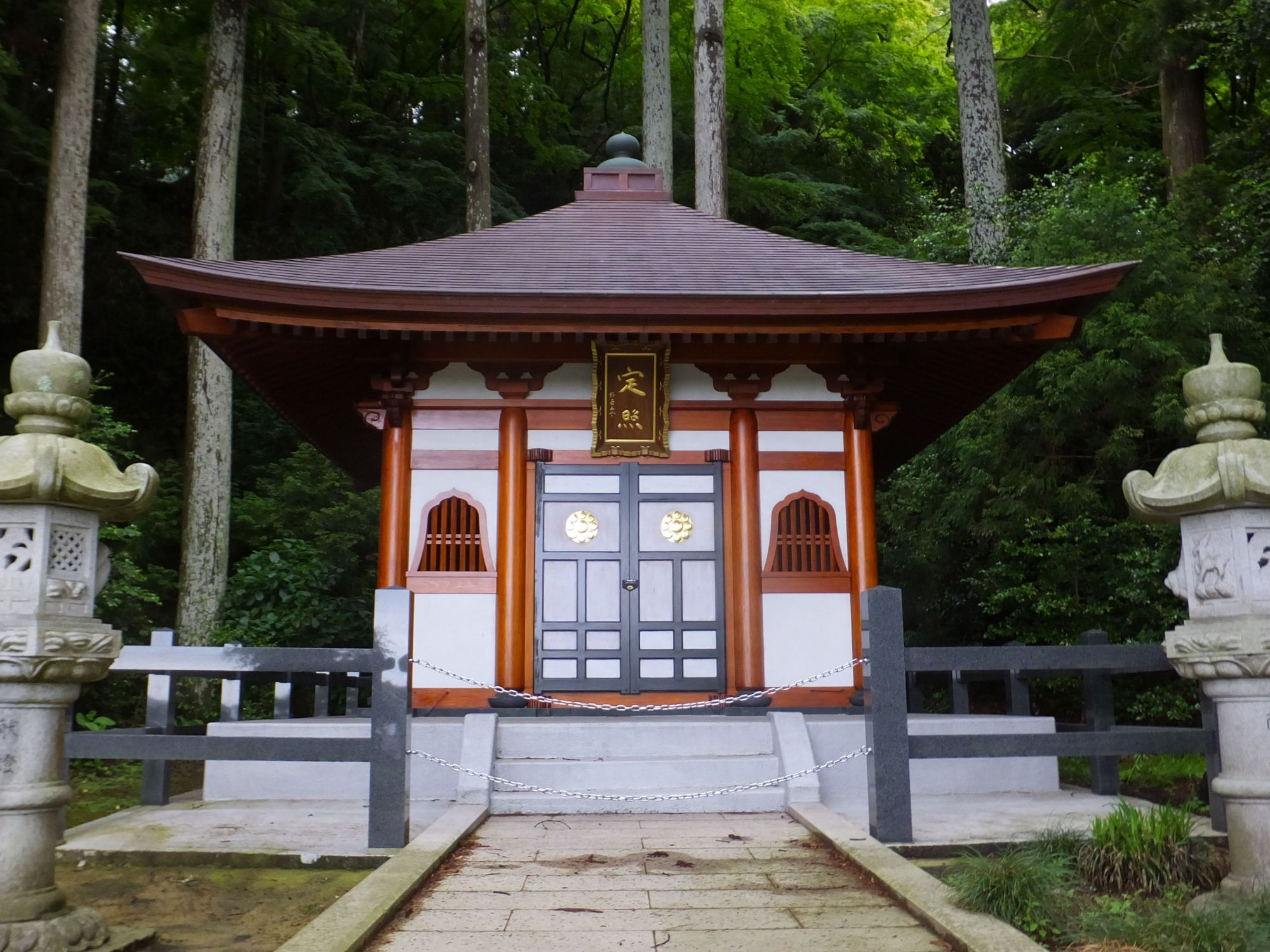
Tenrin-in.

- Irohahime est une fille si belle et intelligente que son père se lamente souvent, "imaginez si elle avait été un garçon". Date Tadamune, son frère cadet de la même mère, compte également sur elle pour son intelligence.
- Irohahime aurait été chrétienne[2], comme sa mère Megohime avait été chrétienne pendant un certain temps. Lorsqu'elle divorce de Tadateru, elle n'a qu'une vingtaine d'années et son père et sa mère, préoccupés, lui auraient demandé de se remarier, mais elle refuse continuellement. Il est généralement admis qu'elle refuse les offres de mariage pendant le reste de sa vie, parce qu'elle croit à la doctrine chrétienne, qui n'autorise pas le divorce
- Parce qu'Irohahime est née et a grandi à Kyoto, ses paroles et ses manières sont également dans le style de Kyoto. Lorsqu'elle déménage à Sendai après son divorce, elle a du mal à s'habituer au dialecte et au mode de vie de Tōhoku.

## Dans la culture populaire
Elle fait une apparition dans le taiga drama de la NHK Dokuganryū Masamune; son rôle est interprété par Yasuko Sawaguchi .